# European Masters 2011
Het Zwitsers Open is een golftoernooi van de Europese PGA Tour dat in 2011 van 1-4 september gespeeld werd, wederom op de Golf Club Crans-sur-Sierre. Het Zwitsers Open heet sinds 2001 de Omega European Masters.

## Verslag
De par van de baan is 71.

Er doen drie Nederlandse spelers mee: Robert-Jan Derksen, Maarten Lafeber en Joost Luiten. Er doen geen Belgen mee.
Ronde 1
Nick Dougherty maakte een ronde van 63 en stond aan het einde van de ronde aan de leiding. Er waren drie spelers met 65: Gary Boyd, Martin Kaymer en Rory McIlroy.
Ronde 2
Boyd en McIlroy zijn opgeklommen naar de eerste plaats, die ze moeten delen met Simon Dyson en Jamie Donaldson. Lafeber en Luiten hebben de cut gehaald, Derksen heeft de schade van de eerste ronde niet meer goed kunnen maken, Martin Rominger en Julien Clement zijn de enige Zwitsers die de cut haalden.
Dougherty verdiende in de afgelopen tien jaren ruim € 6.000.000 maar haalde de laatste 21 toernooien geen enkele cut. Hij staat nu op de vijfde plaats.
Ronde 3
Jamie Donaldson is aan de leiding gebleven maar wordt op de voet gevolgd door Lee Westwood die mede dankzij een derde ronde van 64 nu op -13 staat.
Ronde 4
Joost Luiten maakte een mooie ronde van 66 en steeg naar de 15de plaats. Maarten Lafeber maakte een ronde van 72 en zakte af.
De winnaar van het toernooi werd Thomas Bjørn, die aan de laatste ronde op de vierde plaats begon maar toen voor de tweede keer in zijn leven een ronde van 62 maakte. Vorige week won hij het Johnnie Walker Championship. Martin Kaymer werd 2de met -16 en de 3de plaats werd gedeeld door Jaco Van Zyl, Rory McIlroy en Jamie Donaldson, allen met -15.

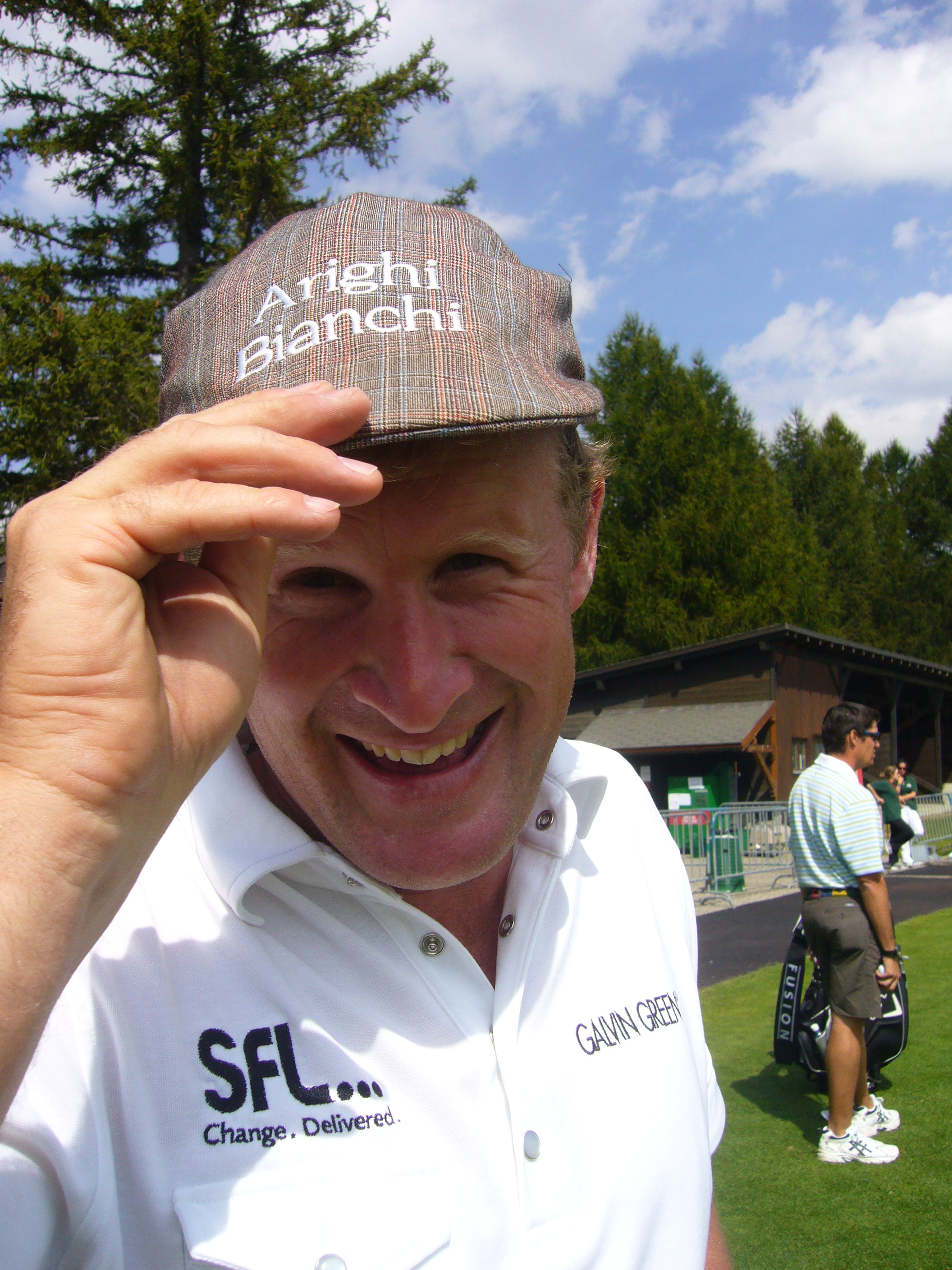
Jamie Donaldson
leider ronde 2 en ronde 3

| Naam               | Score R1 | Score R1 | Nr   | Score R2 | Score R2 | Totaal | Nr  | Score R3 | Score R3 | Totaal | Nr  | Score R4 | Score R4 | Totaal | Nr  |
| ------------------ | -------- | -------- | ---- | -------- | -------- | ------ | --- | -------- | -------- | ------ | --- | -------- | -------- | ------ | --- |
| Thomas Bjørn       | 68       | -3       | T9   | 68       | -3       | -6     | T6  | 66       | -5       | -11    | T4  | 62       | -9       | -20    | 1   |
| Martin Kaymer      | 65       | -6       | T2   | 70       | -1       | -7     | T5  | 68       | -3       | -10    | T6  | 65       | -6       | -16    | 2   |
| Rory McIlroy       | 65       | -6       | T2   | 69       | -2       | -8     | T1  | 67       | -4       | -12    | 3   | 68       | -3       | -15    | T3  |
| Jamie Donaldson    | 68       | -3       | T14  | 66       | -5       | -8     | T1  | 65       | -6       | -14    | 1   | 70       | -1       | -15    | T3  |
| Lee Westwood       | 67       | -4       | T9   | 69       | -2       | -6     | T6  | 64       | -7       | -13    | 2   | 70       | -1       | -14    | T6  |
| Gary Boyd          | 65       | -6       | T2   | 69       | -2       | -8     | T1  | 68       | -3       | -11    | T4  | 74       | +3       | -8     | T25 |
| Simon Dyson        | 66       | -5       | T5   | 68       | -3       | -8     | T1  | 74       | +3       | -5     | T34 | 66       | -5       | -10    | T16 |
| Nick Dougherty     | 63       | -8       | 1    | 72       | +1       | -7     | T5  | 72       | +1       | -6     | T25 | 73       | +2       | -4     | T45 |
| Joost Luiten       | 70       | -1       | T40  | 68       | -3       | -4     | T25 | 69       | -2       | -6     | T25 | 66       | -5       | -11    | 15  |
| Maarten Lafeber    | 68       | -3       | T14  | 72       | +1       | -2     | T52 | 70       | -1       | -3     | T44 | 72       | +1       | -2     | T56 |
| Robert-Jan Derksen | 74       | +3       | T112 | 69       | -2       | +1     | MC  |          |          |        |     |          |          |        |     |

Vanaf 1972:
1972 · 
1973 · 
1974 · 
1975 · 
1976 · 
1977 · 
1978 · 
1979 · 
1980 · 
1981 · 
1982 ·   
1983 · 
1984 ·
1985 ·
1986 ·
1987 ·
1988 ·
1989 ·
1990 ·
1991 ·
1992 ·
1993 ·
1994 ·
1995 ·
1996 · 
1997 ·
1998 ·
1999 · 
2000 · 
2001 · 
2002 · 
2003 · 
2004 · 
2005 · 
2006 · 
2007 · 
2008 · 
2009 · 
2010 · 
2011 · 
2012 · 
2013 · 
2014
1972 ·
1973 ·
1974 ·
1975 ·
1976 ·
1977 ·
1978 ·
1979 ·
1980 ·
1981 ·
1982 ·
1983 ·
1984 ·
1985 ·
1986 ·
1987 ·
1988 ·
1989 ·
1990 ·
1991 ·
1992 ·
1993 ·
1994 ·
1995 ·
1996 ·
1997 ·
1998 ·
1999 ·
2000 ·
2001 ·
2002 ·
2003 ·
2004 ·
2005 ·
2006 ·
2007 ·
2008 ·
2009 ·
2010 ·
2011 ·
2012 ·
2013 ·
2014 ·
2015 ·
2016